# Melissa Gilbert
Melissa Ellen Gilbert (Los Ángeles, California, 8 de mayo de 1964) es una actriz, productora de televisión y escritora estadounidense. Es conocida por su papel en la serie televisiva Little House on the Prairie, donde interpretaba a la segunda hija de Charles Ingalls (interpretado por Michael Landon), Laura Ingalls Wilder. La serie permaneció en antena desde 1974 hasta 1983. Poco después del final de la serie, interpretó a Gerda en la adaptación de The Snow Queen para la serie Faerie Tale Theatre. También prestó su voz en la película Nutcracker Fantasy, y posteriormente fue la voz de Barbara Gordon en Batman: The Animated Series. Más recientemente, fue presidenta del Sindicato de Actores.

## Primeros años
Gilbert nació en Los Ángeles, California, en una familia judía. Fue adoptada por el actor Paul Gilbert (cuyo verdadero nombre era Paul MacMahon) y su esposa, Barbara Crane.

## Carrera profesional

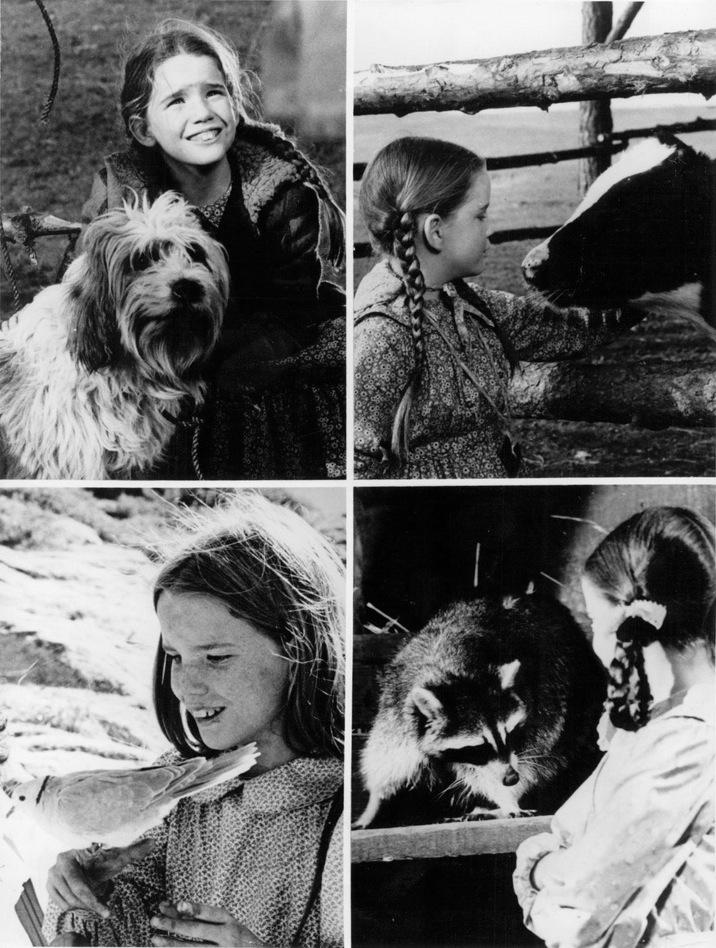
Melissa Gilbert en 1975, interpretando a Laura Ingalls.

Melissa obtuvo el papel de Laura Ingalls Wilder para Little House on the Prairie, tras superar un casting al que se presentaron otras quinientas actrices jóvenes, en parte por su parecido con los actores Karen Grassle y Michael Landon. Gilbert fue a la misma escuela que Leslie Landon, la hija de Michael Landon en la vida real. Melissa y su hermano Jonathan Gilbert trabajaron juntos, ya que Jonathan hacía el papel de Willie en Little House on the Prairie, y, también, había tenido una participación en la película The Miracle Worker. Cuando Melissa tenía ocho años sus padres se divorciaron, y, cuando tenía 11, su padre falleció. Cuando finalizó la serie que la hizo famosa, Gilbert pasaba fines de semana con la familia de Michael Landon, y su hijo, Michael Jr., fue incluso su pareja por un tiempo. Su madre adoptiva se casó nuevamente, con Harold Abeles, y tuvo, en 1975, a su hija Sara Abeles, quien se convirtió en actriz. En 1984 Sara Abeles cambió su apellido por el de Melissa, convirtiéndose en Sara Gilbert. Sara participaría más tarde en la serie de televisión estadounidense Roseanne.

### Su carrera después deLa casa de la pradera(Little House on the Prairie)
Gilbert continuó trabajando regularmente, principalmente en televisión. Hizo el personaje de Jean Donovan en la película Elecciones del corazón (de 1983), apareció en el videoclip de Los cazafantasmas en 1984 y el de Anna Sheridan en tres episodios de Babylon 5, junto con su esposo Bruce Boxleitner, en 1996.
Melissa obtuvo la presidencia del Sindicato de Actores en 2001 después de una elección en la cual venció a su oponente, Valerie Harper, por 21 351 votos contra 12 613 votos. En 2003, fue reelegida, venciendo en esta ocasión a Kent McCord con el 50% de los votos, contra un 42%. En julio de 2005, anunció que no se postularía para ser presidenta por tercera vez, por lo que fue reemplazada por Alan Rosenberg, quien asumió la presidencia del sindicato el 25 de septiembre. En 2006, Gilbert apareció como Shari Noble, una paciente, en un episodio de la cuarta temporada de la Nip/Tuck. En 2007 trabajó junto con Brad Johnson, Liana Liberato, Rebeca Staab y Brittany Lane Stewart en la película Safe Harbour, dirigida por Bill Corcoran sobre una novela de Danielle Steel. 
Por sus contribuciones a la industria televisiva, Gilbert obtuvo una estrella en el Paseo de la Fama de Hollywood. En 1998, fue incluida en el Paseo de la Fama Western Performers en el Museo Nacional del Vaquero y de su Patrimonio, en Oklahoma City, Oklahoma.

## Matrimonios
- Bo Brinkman (desde el 21 de febrero de 1988 hasta 1992), con quien tuvo un hijo, Dakota Paul, nacido el 1 de mayo de 1989.
- Bruce Boxleitner (desde el 1 de enero de 1995 hasta 2011), con quien tuvo un hijo, Michael Garrett, nacido el 6 de octubre de 1995.

Melissa es también madrastra de los dos hijos que Bruce tuvo en una relación previa, Sam (nacido en 1980) y Lee (nacido en 1985).

## Filmografía

### Film
| Año  | Título                           | Papel             | Notas           |
| ---- | -------------------------------- | ----------------- | --------------- |
| 1967 | The Reluctant Astronaut          | Sobrina           |                 |
| 1979 | Nutcracker Fantasy               | Clara (voz)       |                 |
| 1985 | Sylvester                        | Charlie           |                 |
| 1986 | Drug Free Kids: A Parent's Guide |                   | Vídeo           |
| 1989 | Ice House                        | Kay               | Shattered Trust |
| 2005 | Thicker Than Water               | Natalie Travers   |                 |
| 2007 | Safe Harbour                     | Ophelia MacKenzie | Vídeo           |

2018
Unas navidades en casa

### Televisión
| Año     | Título                                      | Papel                            | Notas                                                              |
| ------- | ------------------------------------------- | -------------------------------- | ------------------------------------------------------------------ |
| 1968    | The Dean Martin Comedy Hour                 | Niña en el regazo de Santa Claus | Episodio: "1968 Christmas Show"                                    |
| 1972    | Gunsmoke                                    | Niña de Spratt                   | Episodio: "The Judgement"                                          |
| 1972    | Emergency!                                  | Jenny                            | Episodio: "Dinner Date"                                            |
| 1973    | Tenafly                                     | Hermana de Suzie                 | Episodio: "The Cash and Carry Caper"                               |
| 1974–83 | Little House on the Prairie                 | Laura Ingalls                    | Papel protagónico (206 episodios)                                  |
| 1977    | Christmas Miracle in Caufield, U.S.A.       | Kelly Sullivan                   | Telefilm                                                           |
| 1978    | The Love Boat                               | Rosemary 'Rocky' Simpson         | Episodio: "Rocky"                                                  |
| 1978    | The Hanna-Barbera Happy Hour                | Ella misma                       | Episodio 1.2                                                       |
| 1979    | The Miracle Worker                          | Helen Keller                     | Telefilm                                                           |
| 1979    | Little House Year                           | Laura Ingalls                    | Telefilm                                                           |
| 1980    | The Diary of Anne Frank                     | Anne Frank                       | Telefilm                                                           |
| 1981    | Splendor in the Grass                       | Wilma Dean 'Deanie' Loomis       | Telefilm                                                           |
| 1983    | Choices of the Heart                        | Jean Donovan                     | Telefilm                                                           |
| 1983    | Little House: Look Back to Yesterday        | Laura Ingalls Wilder             | Telefilm                                                           |
| 1984    | Little House: Bless the Dear Children       | Laura Ingalls Wilder             | Telefilm                                                           |
| 1984    | Little House: The Last Farewell             | Laura Ingalls Wilder             | Telefilm                                                           |
| 1984    | Family Secrets                              | Sara Calloway                    | Telefilm                                                           |
| 1985    | Faerie Tale Theatre                         | Gerda                            | Episodio: "The Snow Queen"                                         |
| 1986    | Choices                                     | Terry Granger                    | Telefilm                                                           |
| 1986    | Penalty Phase                               | Leah Furman                      | Telefilm                                                           |
| 1987    | Blood Vows: The Story of a Mafia Wife       | Marian                           | Telefilm                                                           |
| 1988    | Killer Instinct                             | Dra. Lisa DaVito                 | Telefilm                                                           |
| 1989    | Chameleons                                  |                                  | Telefilm                                                           |
| 1990    | Without Her Consent                         | Emily Briggs                     | Telefilm                                                           |
| 1990    | Forbidden Nights                            | Judith Shapiro                   | Telefilm                                                           |
| 1990    | Joshua's Heart                              | Claudia                          | Telefilm                                                           |
| 1990    | Donor                                       | Dra. Kristine Lipton             | Telefilm                                                           |
| 1990    | The Lookalike                               | Gina / Jennifer                  | Telefilm                                                           |
| 1991    | The Hidden Room                             |                                  | Episodio: "Spirit Cabinet"                                         |
| 1992    | Stand by Your Man                           | Rochelle Dunphy                  | Protagonista (8 episodios)                                         |
| 1992    | With a Vengeance                            | Jenna King / Valerie Tanner      | Telefilm                                                           |
| 1992–94 | Batman: The Animated Series                 | Barbara Gordon / Batgirl (voz)   | Papel recurrente (6 episodios)                                     |
| 1993    | Family of Strangers                         | Julie                            | Telefilm                                                           |
| 1993    | With Hostile Intent                         | Miranda Berkley                  | Telefilm                                                           |
| 1993    | Shattered Trust: The Shari Karney Story     | Shari Karney                     | Telefilm                                                           |
| 1993    | House of Secrets                            | Marion Ravinel                   | Telefilm                                                           |
| 1993    | Dying to Remember                           | Lynn Matthews                    | Telefilm                                                           |
| 1994    | The Babymaker: The Dr. Cecil Jacobson Story | Mary Bennett                     | Telefilm                                                           |
| 1994    | Against Her Will: The Carrie Buck Story     | Melissa Prentice                 | Telefilm                                                           |
| 1994    | Cries from the Heart                        | Karen                            | Telefilm                                                           |
| 1994–95 | Sweet Justice                               | Kate Delacroy                    | Protagonista (22 episodios)                                        |
| 1995    | Zoya                                        | Zoya Ossipov                     | Telefilm                                                           |
| 1996    | Babylon 5                                   | Anna Sheridan                    | Episodios: "War Without End: Part 2", "Shadow Dancing", "Z'ha'dum" |
| 1996    | A Holiday for Love                          | Emma Murphy                      | Telefilm                                                           |
| 1997    | Seduction in a Small Town                   | Sarah Jenks                      | Telefilm                                                           |
| 1997    | Childhood Sweetheart?                       | Karen Carlson                    | Telefilm                                                           |
| 1998    | The Outer Limits                            | Teresa Janovitch                 | Episodio: "Relativity Theory"                                      |
| 1998    | Murder at 75 Birch                          | Gwen Todson                      | Telefilm                                                           |
| 1998    | Her Own Rules                               | Meredith Sanders                 | Telefilm                                                           |
| 1998    | Touched by an Angel                         | Michelle Tanner                  | Episodio: "The Peacemaker"                                         |
| 1999    | The Soul Collector                          | Rebecca                          | Telefilm                                                           |
| 1999    | Switched at Birth                           | Sarah Barlow                     | Telefilm                                                           |
| 2000    | A Vision of Murder: The Story of Donielle   | Donielle                         | Telefilm                                                           |
| 2001    | Sanctuary                                   | Jo Ellen Hathaway                | Telefilm                                                           |
| 2002    | Providence                                  | Lorna Berlin                     | Episodio: "Smoke and Mirrors"                                      |
| 2002    | Presidio Med                                | Grace Bennett                    | Episodio: "Once Upon a Family"                                     |
| 2003    | Then Came Jones                             | Devon Jones-Thomas               | Telefilm                                                           |
| 2003    | Storyline Online                            |                                  | Episodio: "My Rotten Redheaded Older Brother"                      |
| 2003    | Hollywood Wives: The New Generation         | Taylor Singer                    | Telefilm                                                           |
| 2004    | Heart of the Storm                          | Cassie Broadbeck                 | Telefilm                                                           |
| 2005    | Thicker than Water                          | Natalie Travers                  | Telefilm                                                           |
| 2005    | 7th Heaven                                  | Marie Wagner                     | Episodio: "Honor Thy Mother"                                       |
| 2006    | Nip/Tuck                                    | Shari Noble                      | Episodio: "Shari Noble"                                            |
| 2007    | Sacrifices of the Heart                     | Kate Weston / Anne Weston        | Telefilm                                                           |
| 2011    | The Christmas Pageant                       | Vera Parks                       | Telefilm                                                           |
| 2012    | Dancing with the Stars                      | Ella misma, concursante          | Concurso de baile                                                  |
| 2015    | The Night Shift                             | Lindsay                          | Episodio: "Hold On"                                                |